# Florine Stettheimer
Florine Stettheimer (1871-1944) est une peintre et poète américaine.
Plusieurs de ses tableaux sont exposées au Metropolitan Museum of Art et au Museum of Modern Art.

## Biographie
Née en 1871 à Rochester dans l'État de New York, Florine Stettheimer est la quatrième des cinq enfants d'un banquier, qui a abandonné sa famille alors qu'elle était encore enfant, tout en lui garantissant une aisance financière (elle n'a jamais eu besoin de travailler). Les deux enfants les plus âgés se marient et deviennent autonomes de leur famille d'origine. Restent sa mère, Florine et deux sœurs Carrie et Ettie. Elles vivent avec leur mère, Rosetta, d'abord dans l'Upper West Side à Manhattan et, plus tard, à proximité de Carnegie Hall,.
Florine Stettheimer étudie à l'Art Students League of New York de 1892 à 1895. Elle effectue ensuite un voyage de plusieurs années en Europe avec sa mère et les deux sœurs restées auprès d'elle, étudiant dans différentes institutions artistiques, découvrant le symbolisme, l'impressionnisme, les Nabis, les Fauves, et visitant la biennale de Venise en 1909.
De retour en 1914 aux États-Unis, les trois sœurs ouvrent un salon,, tout en se consacrant à des créations artistiques : Carrie façonne des poupées, Ettie écrit des romans, et Florine peint (des portraits et des natures mortes initialement) et écrit des poèmes. Ce salon est fréquenté par des artistes peintres comme Marcel Duchamp, Marsden Hartley, Georgia O'Keeffe et Charles Demuth, Francis Picabia, des photographes comme Alfred Stieglitz et Edward Steichen, des critiques d'art, etc. Les trois sœurs sont surnommées les Stetties. Le salon est ostracisé par la bonne société newyorkaise du fait de l'origine juive de la famille,.
Excentrique et en retrait, Florine Stettheimer renonce à soumettre ses créations dans le monde de l'art newyorkais après l'échec d'une exposition personnelle dans une galerie newyorkaise en 1916. Elle fait le croquis des invités du salon et les reprend ensuite dans de grandes compositions. Au début des années 1920, elle s'est construit un style personnel de peinture, associant une certaine sophistication à une fausse naïveté. Le salon est le lieu où elle fait connaitre et circuler son art, un art très libre et délibérément à l'avant-garde, dans l'entre-deux-guerres.

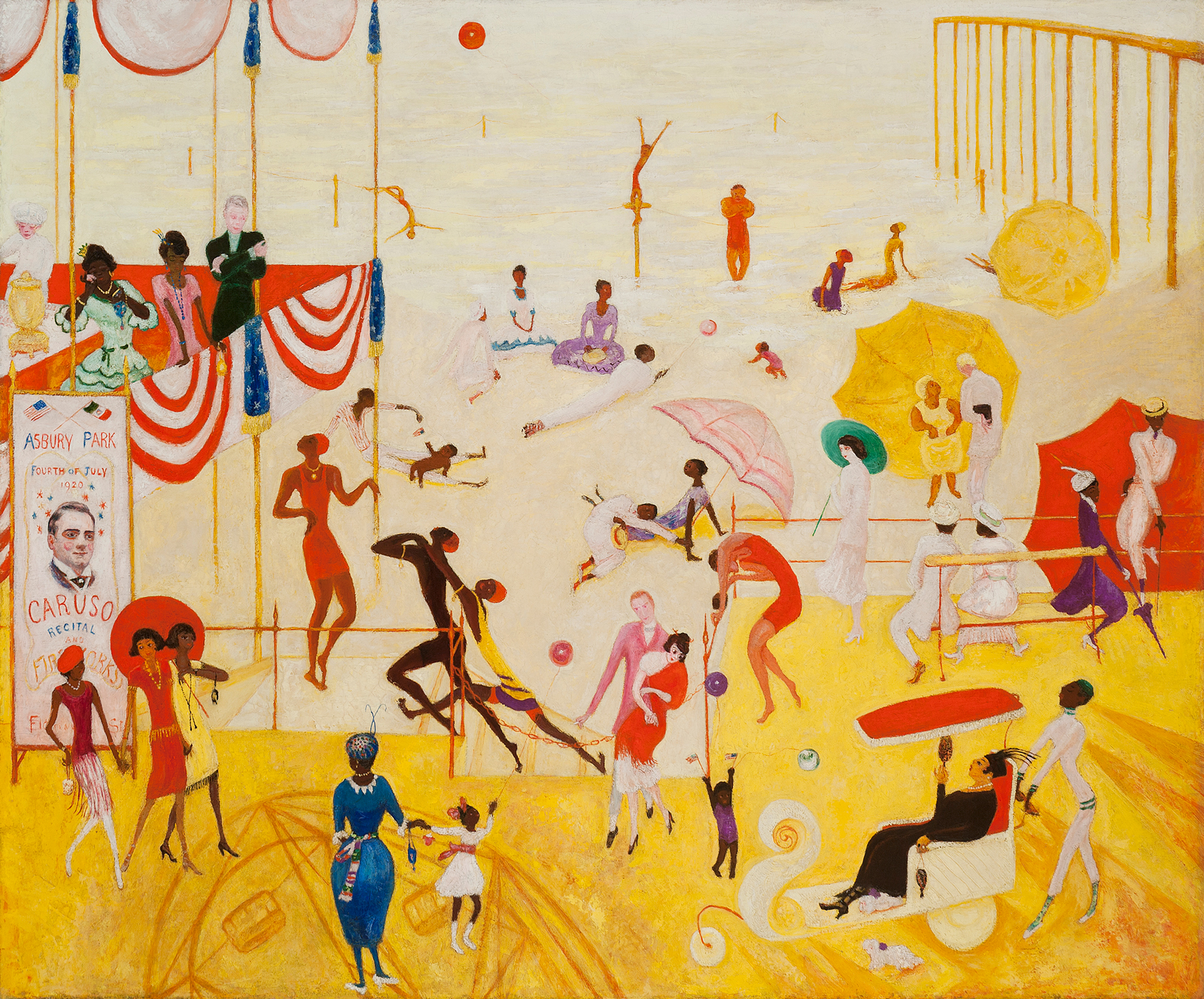
Peinture de Florine Stettheimer : Asbury Park South

Un de ses rares succès qui soit un peu à l'extérieur de son monde sont les décors et les costumes qu'elle réalise en 1934 pour une représentation d'un opéra de Virgil Thomson sur un livret de Gertrude Stein, Four Saints in Three Acts, à Broadway, avec une chorégraphie de Frederick Ashton et une distribution entièrement afro-américaine,. En 1935, après la mort de sa mère, elle installe son atelier et reçoit désormais les invités du salon dans de grandes pièces à proximité du Bryant Park, somptueusement décorées,.
Florine Stettheimer aurait voulu que ses œuvres soient détruites après sa mort, mais ses sœurs en décident autrement. En 1946, deux ans après sa mort, une exposition rétrospective est organisée au MoMA. Sa sœur Ettie Stettheimer fait publier en 1949 un livre de la poésie de Florine Stettheimer, Crystal Flowers, réédité en 2010.

## Monographies et expositions

### Œuvre littéraire
- Stettheimer, Florine, Crystal Flowers, édité par Irene Gammel et Suzanne Zelazo, BookThug, 2010.

### Monographies et biographies
- Tyler, Parker, Florine Stettheimer: A Life in Art, New York : Farrar, Straus, 1963.
- Nochlin, Linda, “Florine Stettheimer: Rococo Subversive”, Art in America 68 (septembre 1980)
- Bloemink, Barbara J. The Life and Art of Florine Stettheimer, New Haven : Yale University Press, 1995.
- Brown, Stephen and Uhlyarik, Georgiana, Florine Stettheimer: Painting Poetry, New York, Toronto, New Haven et Londres : Jewish Museum, Art Gallery of Ontario, Yale University Press, 2017. Avec Jens Hoffmann en conversation avec Cecily Brown, Jamian Juliano-Villani, Jutta Koether, Ella Kruglyanskaya, Valentina Lieurnur, Silke Otto-Knapp et Katharina Wulff.
- Watson, Steven, Prepare for Saints: Gertrude Stein, Virgil Thomson, and the Mainstreaming of American Modernism, New York : Random House, 1998.
- Liles, Melissa M., Florine Stettheimer: A Re-Appraisal of the Artist in Context, Richmond : Virginia Commonwealth University, 1994 (thèse).
- (en) « Florine Stettheimer », extrait de la notice dans le dictionnaire Bénézit , sur Oxford Art Online, 2011 (ISBN 9780199773787)
- (en) Barbara J. Bloemink, American National Biography Online, Oxford University Press, 2000 (ISBN 9780198606697, lire en ligne)
- (en) Ann Lee Morgan, The Oxford Dictionary of American Art and Artists, Oxford University Press, 2007 (ISBN 9780199891504, lire en ligne)
- (en) Tirza Latimer, Grove Art Online, Oxford University Press, 2006 (ISBN 9781884446054, lire en ligne)

### Expositions
- Florine Stettheimer, Museum of Modern Art, New York,1946[4]
- Florine Stettheimer: Still Lifes, Portraits and Pageants, 1910–1942, Institut d'art contemporain de Boston, 1980[5]
- Florine Stettheimer: Manhattan Fantastica, Whitney Museum of American Art, New York, 1995
- Florine Stettheimer: painting poetry, Jewish museum, New York, 2017

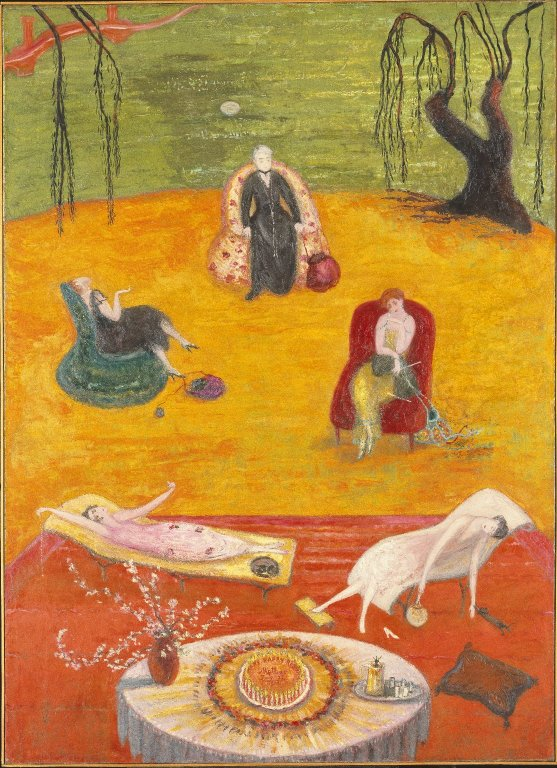
Heat, c.1919, par Florine Stettheimer, Brooklyn Museum